# يورام كوهين
يورام كوهين (بالعبرية: יורם כהן‏) رئيس الشاباك منذ 28 مارس 2011 ، ولد في تل ابيب عام 1960، بدأ كوهين حياته العسكرية عام 1978 في لواء جولاني، وعمل مع الشاباك كحارس ميداني في الضفة الغربية.
في عام 1991، تم تعيينه رئيسا لمكتب العاملين في منطقة الضفة الغربية، وتدرج في المناصب حتى انتخب في عام 2005 نائبا لرئيس الشاباك يوفال ديسكين.

## التعليم
حاصل على درجتي البكالوريوس والماجستير في العلوم السياسية من جامعة حيفا. تعلم عدة لغات، ويتحدث الانجليزية والعربية، والعبرية، والروسية، والجورجية بإتقان.

## كوهين في سطور
- يلقب يورام كوهين بالأفغاني لأن والديه قدما إلى الكيان الصهيوني من أفغانستان، ليكون أول رئيس للشاباك ينحدر من أصول شرقية.
- ينحدر من عائلة دينية، ويعيش في القدس منذ عام 1983، وهو أول رئيس للشاباك يعتمر الطاقية اليهودية التقليدية (كيباه).
- بين الأوساط الأمنية، يعتبر رجلاً مهنياً من الدرجة الأولى، كما أنه يتمتع بالذكاء والهدوء.
- لديه قدرة على التحدث بأكثر من لغة وتعلم اللغات بسرعة كبيرة، ويتحدث الإنجليزية والعبرية، والعربية، والروسية، والجورجية بإتقان.
يعتبر كوهين من مصممي سياسة القتل والاغتيال في جهاز الشاباك.

## أهم المناصب التي شغلها
بدأ كوهين حياته العسكرية عام 1978 في لواء جولاني، وبعد اكتمال خدمته العسكرية في 1982، بدأ مسيرته مع الشاباك كحارس ميداني في الضفة الغربية، ثم ذهب إلى دورة للشاباك في اللغة العربية، وشغل بعدها وظيفة منسق في منطقة رام الله، ومن ثم شغل عدداً من المناصب القيادية الهامة في الشاباك، أبرزها:
- عام 1991، تم تعيينه رئيسا لمكتب العاملين في منطقة الضفة الغربية.
- عام 1986 تم تعيينه رئيس شعبة منع الإرهاب في الضفة الغربية.
- بين عامي 1999-2001 شغل منصب رئيس شعبة منع التجسس العربي الإيراني.
- عام 2003 تم تعيينه رئيساً لمنطقة القدس والضفة الغربية.
- عام 2005 انتخب نائباً لرئيس الشاباك الاسبق يوفال ديسكين.
- عام 2008 ذهب إلى الولايات المتحدة، وعمل كباحث في معهد واشنطن لسياسة الشرق الأدنى.
- عام 2010 عاد إلى إسرائيل، وكان مسؤولاً عن صياغة سياسات إدارة الشاباك والتكنولوجيات في العقد القادم.

## تعيينه رئيسا للشاباك
أعلن بنيامين نتنياهو في 28 مارس 2011 تعيين يورام كوهين خلفا لرئيس الشاباك ديسكين، الذي انتهت ولايته في شهر مايو/2011، ليكون كوهين الرئيس الثاني عشر للشاباك.

### ردود الأفعال على التعيين
- رئيس الوزراء نتنياهو قال: «كوهين هو رجل الميدان الحقيقي»، وهو بمثابة رأس الحربة في نشاط الشاباك خلال السنوات الماضية.
- رئيس الشاباك ديسكين أشاد بتعيين كوهين، وقال إن كوهين ثروة من الخبرة جنبا إلى جنب مع قدراته الشخصية والمهنية التي ستمكنه من قيادة الشاباك بنجاح لتحقيق الهدف الأسمى في توفير الأمن لدولة الكيان ومواجهة التحديات التي تواجهها.
- رئيس الشاباك السابق آفي ديختر رحب بقرار التعيين، قائلا إن كوهين «هو المهنية الحقيقية، الذي يعرف الأشياء من أعلى إلى أسفل، ولا مشكلة لديه في قول ما يفكر به بالضبط لرؤسائه وعلى المستوى السياسي، الأمر الذي يجعله مؤهل لهذا المنصب، وليس عندي شك في أن هذا هو يوم صعب للجماعات الإرهابية».
- رئيس الشاباك الأسبق يعقوب بيري، رحب أيضا بتعيين كوهين، واصفا إياه بأنه رجل معتدل وانه جدير بقيادة الشاباك لمهنيته الكبيرة، وقال أقدم التهاني للكيان على اختيار كوهين.

## رؤية لحماس والحركات السلفية في غزة
خلال عمله كباحث في معهد واشنطن للسياسات الأمريكية في الشرق الأوسط، أعد كوهين بحثا، تناول فيه الحركات السلفية الجهادية وحركة حماس في قطاع غزة، والتهديد الناتج عنهما على أمن دولة الكيان.
حيث أكد «كوهين» أن منظمات الجهاد العالمي في غزة تعمل بشكلٍ مستقل، مشيرا إلى أنه لا صلة لها بقيادة حركة حماس في غزة، مؤكدا على أنها منظمات صغيرة وليس لها أي صلة مباشرة بتنظيم القاعدة، إلا انه حذر من تنامي هذه المنظمات لان تناميها سيشكل تهديدا جديا ًليس على حماس فحسب، وإنما أيضا على دولة الكيان ومصالح الدول القريبة في المنطقة.
واعتبر أن حماس تشكل تهديد حقيقي على أمن دولة الكيان، يجب القضاء عليها، ويرى انه كان بإمكان الجيش الصهيوني القضاء على حماس خلال عملية الرصاص المصبوب، غير أن دولة الكيان لم تستغل تفوقها العسكري للاستمرار في الحرب وتحقيق هدفها بالقضاء على حماس.
يشدد كوهين على ضرورة تشديد التعاون بين الجيش الصهيوني والشاباك، لتقاسم المعلومات والتعاون في عمليات القتل والاعتقال التي تستهدف إرهابيين فلسطينيين مشتبه بهم، لتفكيك معظم البنية التحتية للإرهاب في الضفة الغربية.